# Sancak-ı Şerif
Die Sancak-ı Şerif, auch Sandschak-i Scherif (osmanisch سنجاق شريف ‚edle Fahne‘), ist die angebliche Standarte des Propheten Mohammed, die als Reliquie in der Schatzkammer des Topkapı Sarayı aufbewahrt und jährlich einmal im Ramadan zur öffentlichen Verehrung in den Räumen jenes Palastes ausgestellt wurde.
Dieselbe stammt der Religionssage nach aus den ersten Kriegen des Propheten, ging später in den Besitz der Umayyaden und Abbasiden über und fiel schließlich während der Eroberung Ägyptens Sultan Selim I. in die Hände.
Sie soll, wenn dem Osmanenstaat oder dem Islam die äußerste Gefahr droht, mit ins Lager genommen und vom Sultan persönlich enthüllt werden, worauf dieser sich dann an die Spitze der Armee stellen und jeder waffenfähige Muslim sich am Kampf beteiligen muss.